# Isfjorden
 (septembre 2017).
Si vous disposez d'ouvrages ou d'articles de référence ou si vous connaissez des sites web de qualité traitant du thème abordé ici, merci de compléter l'article en donnant les références utiles à sa vérifiabilité et en les liant à la section « Notes et références ».
Isfjorden (le Fjord de Glace) est l'un des principaux fjords du Svalbard. Il incise profondément la côte ouest de la plus grande île de l'archipel, l'île du Spitzberg, et est subdivisé en plusieurs fjords de tailles plus modestes.

## Description

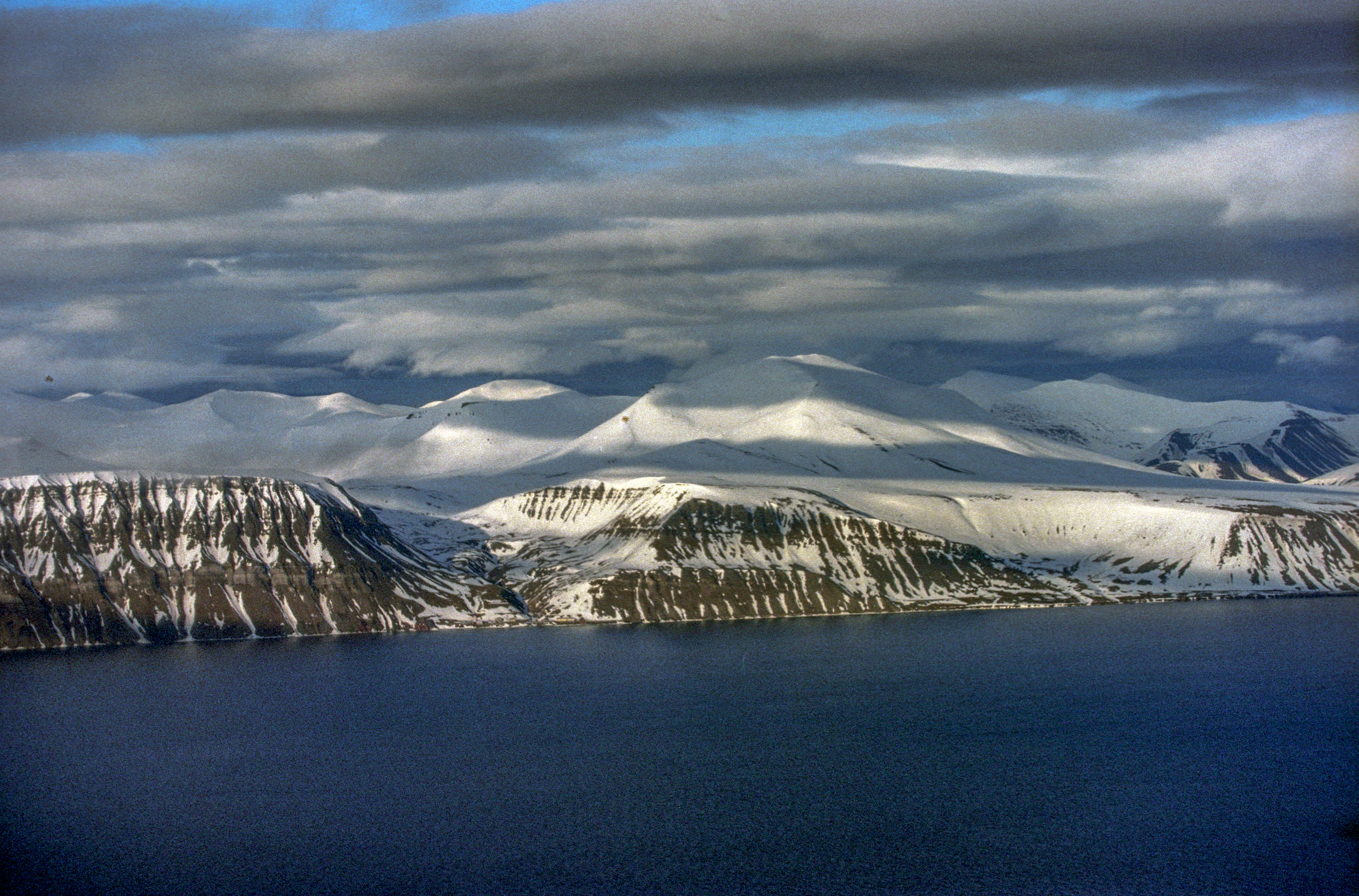
Vue de l'Isfjorden

Les riches gisements de charbon présents le long de ses rives ont été à l'origine d'exploitations minières, une partie d'entre elles encore en activité de nos jours : Longyearbyen et Barentsburg. 
Isfjorden est subdivisé en 8 fjords : Adventfjorden, Sassenfjorden, Tempelfjorden, Billefjorden, Nordfjorden, Dicksonfjorden, Ekmanfjorden, et Grønfjorden, ainsi qu'en 9 baies : Gipsvika, Pétuniabukta, Adolfbukta, Brevika, Yoldiabukta, Borebukta, Ymerbukta, Trygghamna, et Colesbukta.